# Krzysztof Bukalski
Krzysztof Bukalski (Krakau, 22 september 1970) is een voormalig Pools voetballer. Bukalski was een centrale middenvelder die in 2007 zijn carrière beëindigde. Zijn bijnaam luidde "Bukal".

## Erelijst
RC Genk
- Belgisch bekerwinnaar

1998
 Wisła Kraków
- Pools landskampioen

1999

## Interlandcarrière
Bukalski speelde zeventien interlands voor Polen, alle als speler van RC Genk, waarin hij twee doelpunten maakte. Hij maakte op 15 september 1995 zijn debuut voor de nationale ploeg tegen Litouwen. Zijn laatste interland speelde hij als invaller op 22 april 1998 in Osijek tegen Kroatië.
| Interlanddoelpunten | Interlanddoelpunten | Interlanddoelpunten | Interlanddoelpunten | Interlanddoelpunten | Interlanddoelpunten | Interlanddoelpunten | Interlanddoelpunten |
| #                   | Datum               | Locatie             | Wedstrijd           | Goal(s)             | Score               | Uitslag             | Wedstrijd           |
| ------------------- | ------------------- | ------------------- | ------------------- | ------------------- | ------------------- | ------------------- | ------------------- |
| 1                   | 22/05/1997          | Stockholm           | Zweden – Polen      | 70'                 | 2 – 1               | 2 – 2               | Oefenduel           |
| 2                   | 14/06/1997          | Katowice            | Polen – Georgië     | 74' (pk)            | 3 – 1               | 4 – 1               | WK-kwalificatie     |